# Sant Jaume de Llierca
Sant Jaume de Llierca és un municipi de la comarca de la Garrotxa, a les Comarques Gironines. Era conegut antigament com a Palau de Montagut o Palau d'Avall. El 1928 es va constituir la Parròquia de Sant Jaume de Llierca (o Sant Jaume de Politger) pel bisbat de Girona i dos anys després va prendre aquest mateix nom la població.
La primera notícia documentada està datada en l'any 940 per la compra d'una finca per Ava de Cerdanya, la comtessa de Besalú, vídua de Miró II de Cerdanya. En 1983 es va trobar un jaciment prehistòric en el Pla de Politger.

## Geografia
- Llista de topònims de Sant Jaume de Llierca (Orografia: muntanyes, serres, collades, indrets..; hidrografia: rius, fonts...; edificis: cases, masies, esglésies, etc).

El riu Fluvià divideix el terme en dos grans àrees, a l'esquerra el terreny és pla i es troba la majoria de la població així com l'activitat industrial, mentre en la part dreta del riu, el terreny és accidentat i amb bosc de pineda i alzines, quan el Fluvià travessa el poble conflueix amb el riu Llierca el qual marca el límit del seu terme municipal. Al nord i oest limita amb la població de Montagut (Montagut), a l'est amb Argelaguer i amb les poblacions de Sant Joan les Fonts, Santa Pau i Sant Ferriol al sud.
La seva economia està repartida entre l'agricultura, sobretot cereals i la indústria d'embotits i conserves càrnies.

## Demografia
| 1497 f | 1515 f | 1553 f | 1717 | 1787 | 1857 | 1877 | 1887 | 1900 | 1910 |
| ------ | ------ | ------ | ---- | ---- | ---- | ---- | ---- | ---- | ---- |
| 11     | -      | 13     | 104  | 127  | 417  | 581  | 719  | 735  | 979  |

| 1920  | 1930  | 1940 | 1950 | 1960 | 1970 | 1981 | 1990 | 1992 | 1994 |
| ----- | ----- | ---- | ---- | ---- | ---- | ---- | ---- | ---- | ---- |
| 1.010 | 1.021 | 841  | 824  | 853  | 847  | 782  | 776  | 772  | 772  |

| 1996 | 1998 | 2000 | 2002 | 2004 | 2006 | 2008 | 2010 | 2012 | 2014 |
| ---- | ---- | ---- | ---- | ---- | ---- | ---- | ---- | ---- | ---- |
| 761  | 711  | 714  | 758  | 778  | 815  | 809  | 780  | 757  | 812  |

| 2016 | 2018 | 2020 | 2022 | 2024 | 2026 | 2028 | 2030 | 2032 | 2034 |
| ---- | ---- | ---- | ---- | ---- | ---- | ---- | ---- | ---- | ---- |
| 873  | 840  | 871  | 842  | 849  | -    | -    | -    | -    | -    |

| Entitat de població   | Habitants (2023) |
| Sant Jaume de Llierca | 807              |
| Can Coma              | 52               |
| l'Hostalnou           | 11               |
| Font: Idescat         |                  |

## Nomenclatura
Hi ha quatre noms tradicionalment relacionats amb aquest poble: Palau de Montagut, Sancti Jacobi de Poligario, Sant Jaume de Llierca i Poble del Llierca. Fins al 1930 el poble es deia Palau de Montagut. L'origen d'aquest nom el trobem en el castell de Montpalau i en el fet que les terres que avui formen part del terme municipal de Sant Jaume de Llierca pertanyien al terme de Montagut.
Palau és un terme que ja apareix en un document de l'any 940: "... vendimus nos tibi in comitatum bisuldunense in termino Monte Aguto in villa qui dicunt Palacio". Al segle xii, Palacio de Monte Acuto disposava d'una església pròpia, Sancti Jacobi de Poligario (aquesta església està citada el 1169). Va desaparèixer al segle xv a causa dels terratrèmol de 1428.
Sembla que el poble va heretar el nom de Sant Jaume en "honor" a Sant Jacobí. El creixement de la població va convertir en poble independent al "barri" anomenat Palau. El nom de Palau de Montagut es va mantenir durant molts segles però al segle xx es va decidir canviar el nom i posar el de Sant Jaume de Llierca. El nom de Sant Jaume respon al sant que des de l'edat mitjana es venerava a Palau (Sant Jacobí). Llierca, per la seva part, fa referència al riu que passa pel poble i que du aquest mateix nom.
Sant Jaume de Llierca, però, va ser un nom que no durà gaires anys, perquè sis anys després del canvi de nom, el 1936, es va tornar a canviar el nom. El poble passà a dir-se Poble de Llierca. Aquest nom, però, encara va ser més fugaç: el 1939 es va tornar a posar el nom de Sant Jaume de Llierca.

## Educació
Llar d'Infants (0-3 anys)
- Llar d'Infants El Petit Lledoner

Llar d'Infants (3-6 anys)
- Escola Les Escomes

Primària
- Escola Les Escomes

## Indrets d'interès
- Església parroquial de Sant Jaume de Llierca. A l'interior es conserven dues talles de fusta del segle xvi o XVII. Té una cúpula revestida de ceràmica vermella
- Mosaics per a numerar les cases col·locats en l'any 1864 per Ramon Castellà
- Ruïnes del castell de Montpalau
- Ermita de santa Magdalena. Any 1228